# Księstwo Saksonii-Lauenburga

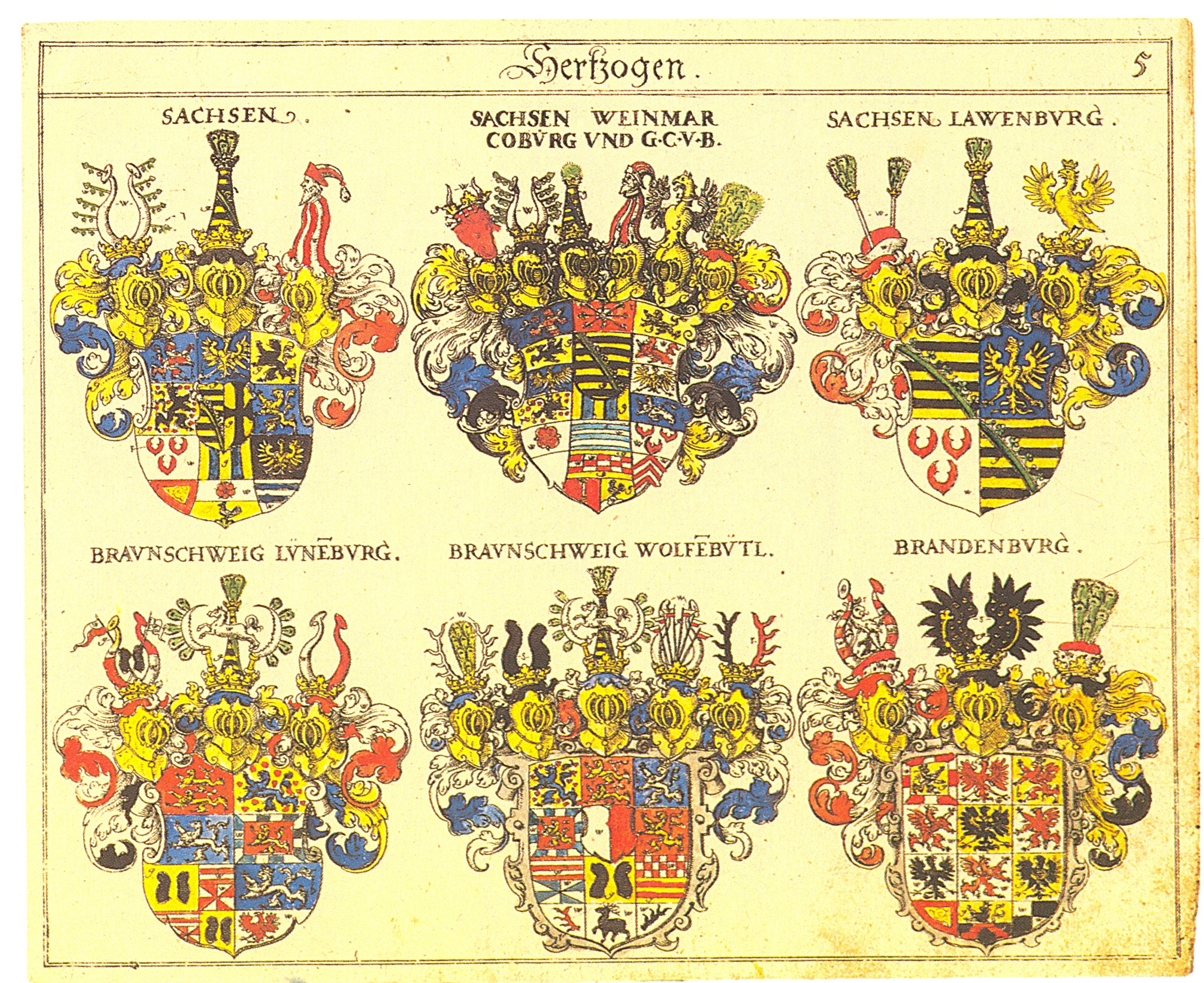
Herb książąt Sachsen-Lauenburg w herbarzu J. Siebmachera, 1605 – pierwszy z prawej, górny rząd

Księstwo Saksonii-Lauenburga – księstwo Świętego Cesarstwa Rzymskiego powstałe w wyniku podziału ziem dynastii askańskiej. W latach 1814–1866 kraj Związku Niemieckiego. Od 1866 państwo Związku Północnoniemieckiego, a po zjednoczeniu Niemiec w 1871 jedno z krajów Cesarstwa Niemieckiego. Stolicą do 1619 był gród Lauenburg/Elbe; później Ratzeburg. Jego terytorium zawiera się w południowej części kraju związkowego Szlezwik-Holsztyn.

## Historia
Po śmierci księcia saskiego Albrechta I Askańczyka jego państwo podzielili między siebie jego dwaj synowie: Jan I (Saksonia-Lauenburg) i Albrecht II (Saksonia-Wittenberg). Dali początek dwóm liniom saskim dynastii askańskiej. Księstwo Saksonii mimo podziału nadal pozostało formalne jednym krajem, a ostatecznie rozdzielono je w 1296 r. Powstały wówczas: Księstwo Saksonii-Wittenbergi oraz Księstwo Saksonii-Lauenburga.
Po wojnach napoleońskich, Saksonia-Lauenburg została przywrócona w 1813 r. Kongres wiedeński włączył księstwo do Związku Niemieckiego Na mocy traktatu wiedeńskiego w 1864, kończącego tzw. wojnę duńską, król Danii i książę Saksonii-Lauenburga Christian IX oddał księstwo Prusom i Austrii. W zamian za rekompensatę finansową w wysokości 2,5 mln koron duńskich, Austria zrzekła się roszczeń do Saksonii-Lauenburga na mocy konwencji z Gastein z sierpnia 1865. Księciem Lauenburga we wrześniu 1865 został król Prus Wilhelm I Hohenzollern. Król mianował następnie premiera Prus Ottona von Bismarcka ministrem Saksonii-Lauenburga. W 1866 r. Saksonia-Lauenburg dołączyła do Związku Północnoniemieckiego.
W 1871 r. Saksonia-Lauenburg stała się jednym z krajów zjednoczonych Niemiec. Jednakże w 1876 rząd księstwa postanowił zlikwidować suwerenność kraju. Akt zjednoczenia z Królestwem Pruskim wszedł w życie 1 lipca 1876. Jego terytorium włączono do pruskiej prowincji Szlezwik-Holsztyn jako powiat Herzogtum Lauenburg, czyli Księstwo Lauenburg.

## Władcy

### Dynastia askańska
- 1261–1285 Jan I
- 1285–1305 wspólnie: Jan II, Albrecht III, Eryk I
  - 1305 – podział na linie:

#### linia z Möllnu-Bergedorfu
- 1305–1321 Jan II
- 1321–1344 Albrecht IV
- 1344–1359 Jan III
- 1359–1370 Albert V
- 1370–1401 Eryk III (przejście na linię z Ratzeburga)

#### linia z Ratzeburga
- 1305–1308 Albrecht III
- 1305–1361 Eryk I
- 1361–1368 Eryk II
- 1368–1412 Eryk IV (od 1401 także w Mölln i Bergedorf)
- 1412–1436 Eryk V
- 1436–1463 Bernard II
- 1463–1507 Jan IV
- 1507–1543 Magnus I
- 1543–1571 Franciszek I
- 1571–1574 Magnus II
- 1574–1581 Franciszek I (ponownie)
- 1581–1588 Magnus II (ponownie, zm. 1603)
- 1581–1612 Maurycy
- 1581–1619 Franciszek II
- 1619–1656 August
- 1656–1665 Juliusz Henryk
- 1665–1666 Franciszek Erdmann
- 1666–1689 Juliusz Franciszek (ostatni z linii von Sachsen-Lauenberg)

Ziemie księstwa włączono do księstwa Brunszwik-Celle

### Welfowie
- 1689–1705 Jerzy Wilhelm (także książę Brunszwiku-Lüneburga)
- 1705–1727 Jerzy I (także Król Wielkiej Brytanii od 1714, elektor Hanoweru)
- 1727–1760 Jerzy II (także Król Wielkiej Brytanii, elektor Hanoweru)
- 1760–1814 Jerzy III (także Król Wielkiej Brytanii, elektor Hanoweru, w latach 1803–1805 i 1805–1814 księstwo pod okupacją innych państw)

W 1814 księstwo połączono unią personalną z Danią

### Oldenburgowie
- 1814–1839 Fryderyk I (także król Danii 1808–39, jako Fryderyk VI)
- 1839–1848 Chrystian I (także król Danii 1839–1848, jako Chrystian VIII)
- 1848–1863 Fryderyk II (także król Danii 1848–1863, jako Fryderyk VII)

### Oldenburgowie– linia Glücksburg
- 1863–1864 Chrystian II (także król Danii 1808–39, jako Chrystian IX)

### Hohenzollernowie
- 1865–1876 Wilhelm I (także król Prus i od 1871 cesarz niemiecki)

1876 – włączenie Księstwa Saksonii-Lauenburga do Królestwa Prus